# Prentlhof in Unterlaa

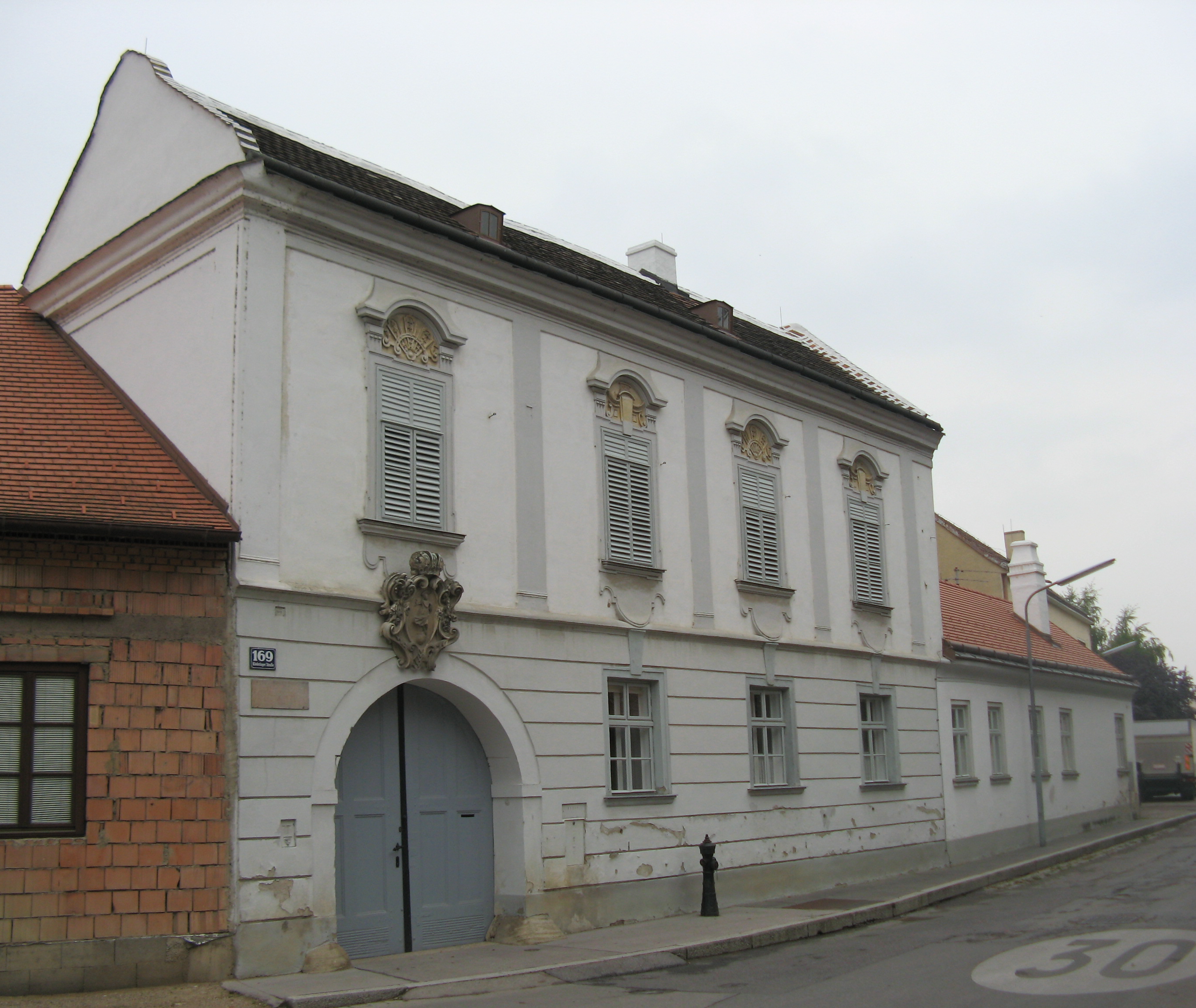
Prentlhof (2009)

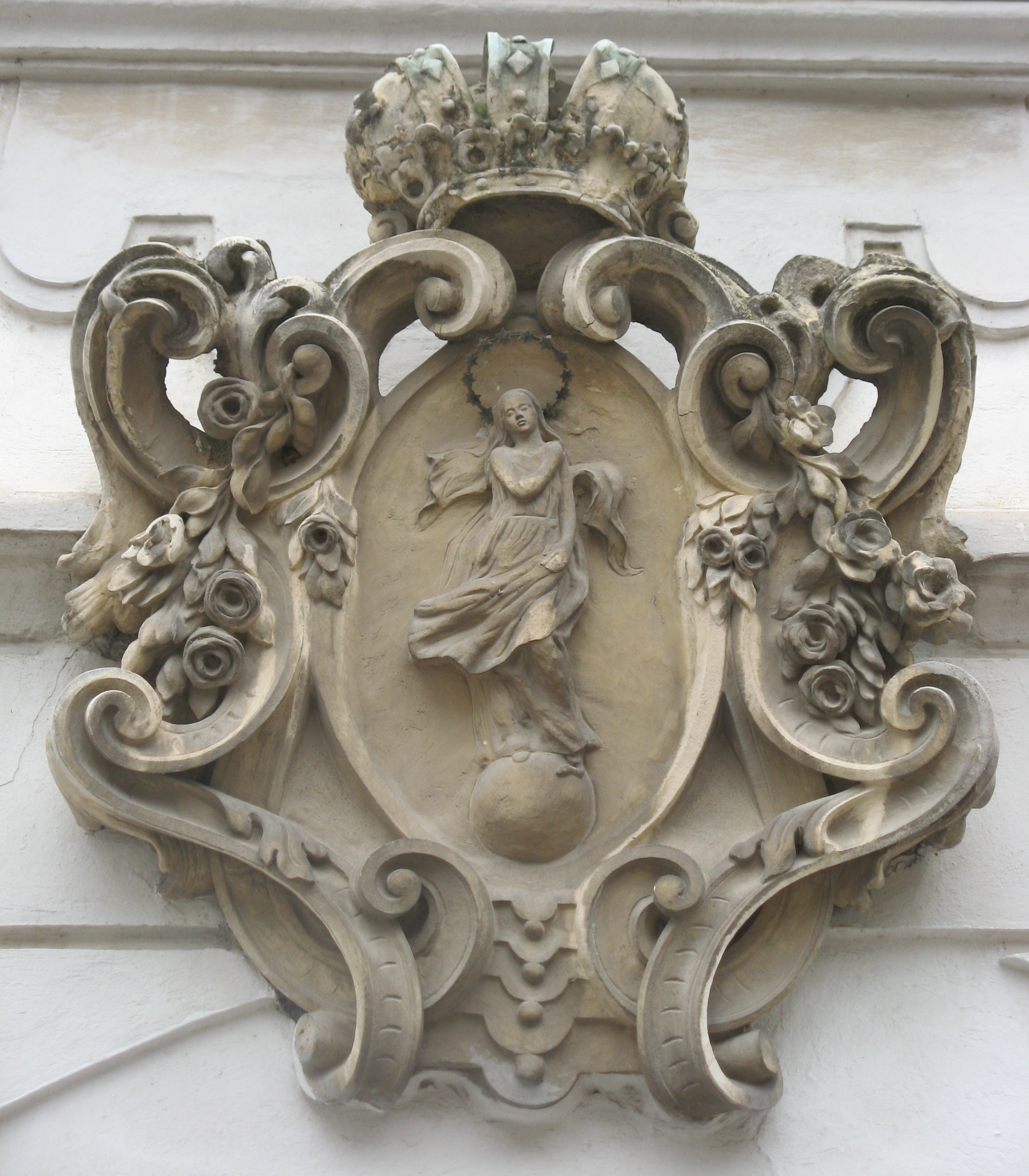
Wappenkartusche über dem Eingang

Der Prentlhof ist ein früheres Jagdschloss im 10. Wiener Bezirk Favoriten,  im Bezirksteil Unterlaa in der Klederinger Straße 169. Er ist in der Zeit Maria Theresias unter dem Namen Thurner Hof entstanden. Der erste Eigentümer (und vermutliche Namensgeber) ist nicht mehr näher bekannt; später ging der Hof in den Besitz der Malteser-(Johanniter-)Ritter über und steht jetzt unter Denkmalschutz.

## Der Bau und seine Geschichte
Der Hof liegt südwestlich vom Unterlaaer Platz in der Klederinger Stråße 169 (vormals Unterlaa No. 16). Er war einst Teil eines Jagdschlosses aus dem 18. Jahrhundert, das durch die Zusammenlegung von zwei Bauernhöfen entstanden ist. Seinen heutigen Namen trägt der Hof nach der Familie Prentl, da der Hof 1832 von Joseph (1793–1871) und Katharina Prentl erworben wurde. Deren Sohn Georg Prentl (1846–1903) und auch dessen Sohn Josef Prentl (1890 – 1949) waren Bürgermeister von Unterlaa. Über dem Eingangstor ist eine bemerkenswerte Wappenkartusche mit der Figur der „Maria Immaculata“ und der österreichischen Kaiserkrone zu sehen. Im ersten Stockwerk sind heute noch Zimmer mit Decken- und Wandmalereien vorhanden, die Jagdszenen darstellen.
An der Fensterflucht und den Wandvorsprüngen dazwischen erkennt man, dass ein Teil des Hauses, beinahe die Hälfte, irgendwann einmal abgebrannt ist. Der Prentlhof wird auch heute noch von den Nachfahren der Familie Prentl, der Familie Sandbichler, bewohnt und bewirtschaftet.
Gegenüber in der Unterlaaer Straße 32 befindet sich die alte unterschlächtige Mühle neben dem Liesingbach.